# Sint-Remacluskerk (Spa)
De Sint-Remacluskerk of Onze-Lieve-Vrouwe en Sint-Remacluskerk (Frans: Église décanale Notre Dame et Saint Remacle de Spa) is een kerkgebouw in de gemeente Spa in de Belgische provincie Luik. De kerk staat aan het plein Place Achille Salée.
Op ongeveer 50 meter naar het westen staat het Casino van Spa en op ongeveer 50 meter naar het noorden het bronhuis van de Peter-de-Grotebron.
De kerk is opgedragen aan Sint-Remaclus.

## Geschiedenis
In 1574 stichtte men de parochie van Spa.
In 1885 bouwde men een nieuw kerkgebouw naar het ontwerp van architect Eugène Charpentier, op de restanten van eerdere kerken. De inauguratie van deze nieuwe kerk vond plaats in 1886.

## Opbouw
Het neoromaanse kerkgebouw is opgetrokken in Rijn-romaanse stijl. Het bestaat uit een dubbeltorenfront aan de zuidzijde van de kerk, een kerkschip in basilicale opstand, een massieve vieringtoren op een tamboer, een transept dat aan de twee zijden eindigt in een apsis en een koor dat eindigt in een apsis.
De twee torens van het dubbeltorenfront aan het plein hebben ieder een achtkantige spits tussen vier topgevels. Het transept heeft aan de beide uiteinden aan de zijkant een torentje, vier in totaal.